# 第2回コニカカップ
第2回コニカカップ・チャレンジ'92選手権大会は、1991年9月11日から11月3日まで開かれた日本サッカーリーグの大会である。優勝チームはトヨタ自動車。

## 概要
前年（1990年）に創設されたコニカカップは、引き分けの廃止や勝ち点ボーナスの導入により積極的・攻撃的なサッカーを引き出すことを狙っていた。今大会では、より積極的・攻撃的なサッカーを目指し、後にJリーグでも採用されるVゴール方式と同様のサドンデス方式が取り入れられた。
今大会で採用されたサドンデス方式の延長戦は、先に点を取ったチームがその時点で勝ちとなるもので、試験的ながらも、日本はもとより、世界の主要大会では初めての導入例となった。延長戦でも決着がつかない場合は前年と同じくPK戦を行うが、このPK戦でもサドンデス方式が取り入れられ、通常の「5人方式」ではなく一人目から双方同数のキッカーが蹴ってゴール数に差がついた時点で勝敗を決する方式となった。
前年に引き続いての参加となった五輪代表チームは、山口芳忠監督から横山兼三総監督に指揮官が変わった今年も選手不足の状態は変わらず、2勝をあげたもののBグループ最下位に終わった。アジア最終予選でも6チーム中5位に終わり、出場権を逃した。
決勝は、共に初のメジャータイトル獲得を目指すトヨタ自動車と本田技研の対決となり、90分間を終えて4対4のスコアで延長戦に入った。決勝はサドンデス方式ではないため、双方1点ずつを取り合った試合終了直前にクリシューマのハットトリックとなるシュートが決まり、トヨタの優勝となった。優勝したトヨタには、ゼロックス・チャンピオンズ・カップへの出場権が与えられた。

## 大会名称
「チャレンジ'92」には、1992年に予定されていたプロ化（Jリーグ）や日本代表各カテゴリーの大会（アジアカップ、バルセロナ五輪等）への挑戦の意味が込められている。

## レギュレーション
- JSL1部に所属する全12チームに、バルセロナ五輪出場を目指す五輪代表チームを加えた13チームを2グループに分け、1回戦総当たりの予選リーグを行う。
- 予選リーグでは、引き分けを廃止し、同点の場合はサドンデス方式の延長戦（30分間）およびサドンデス方式のPK戦により決着をつける。
  - サドンデスゴール（後に「Vゴール・ゴールデンゴール方式」）の延長戦は試行段階でありながらも世界初の採用であった。
- 勝ち点は、勝:3点、敗:0点とする。また、1試合（延長戦を含む）につき2得点ごとにボーナス勝ち点1点を与える。
- 各グループの上位2チームが準決勝に進出する。
- 準決勝および決勝は1試合のみ。

## グループリーグ
順位表の（B）はボーナス勝ち点

### Aグループ
| 順位 | チーム名 | 勝点 | （B） | 勝 | 負 | 得点 | 失点 | 差 |
| ---- | -------- | ---- | ----- | -- | -- | ---- | ---- | -- |
| 1    | トヨタ   | 21   | 6     | 5  | 0  | 15   | 5    | 10 |
| 2    | 本田     | 17   | 5     | 4  | 1  | 11   | 7    | 4  |
| 3    | 松下     | 12   | 3     | 3  | 2  | 9    | 11   | -2 |
| 4    | 読売     | 9    | 3     | 2  | 3  | 8    | 8    | 0  |
| 5    | 全日空   | 3    | 0     | 1  | 4  | 2    | 10   | -8 |
| 6    | 日立     | 1    | 1     | 0  | 5  | 2    | 6    | -4 |

| 1991年9月25日  |                |        |      |                              |
| 読売           | 0-1            | 本田   | 夜間 | 西が丘サッカー場             |
| トヨタ         | 1-0            | 日立   | 夜間 | トヨタ東富士球技場           |
| 松下           | 1-0            | 全日空 | 夜間 | 神戸市立中央球技場           |
| 1991年10月2日  |                |        |      |                              |
| 本田           | 2延長1         | 全日空 |      | 草薙総合公園球技場           |
| トヨタ         | 3延長2         | 読売   | 夜間 | トヨタ東富士球技場           |
| 日立           | 2延長2 (PK5-6) | 松下   | 夜間 | 秋津サッカー場               |
| 1991年10月9日  |                |        |      |                              |
| 松下           | 3延長3 (PK1-0) | 読売   | 夜間 | 岡山県陸上競技場             |
| 全日空         | 0延長0 (PK3-2) | 日立   | 夜間 | 西が丘サッカー場             |
| 1991年10月10日 |                |        |      |                              |
| 本田           | 2-4            | トヨタ |      | 本田技研都田サッカー場       |
| 1991年10月16日 |                |        |      |                              |
| 読売           | 2延長1         | 全日空 | 夜間 | 等々力緑地運動公園陸上競技場 |
| 松下           | 1延長2         | トヨタ |      | 神戸市立中央球技場           |
| 日立           | 0-2            | 本田   | 夜間 | 西が丘サッカー場             |
| 1991年10月23日 |                |        |      |                              |
| 読売           | 1-0            | 日立   | 夜間 | 西が丘サッカー場             |
| 本田           | 4-2            | 松下   | 夜間 | 草薙総合公園球技場           |
| 全日空         | 0-5            | トヨタ | 夜間 | 三ツ沢球技場                 |

### Bグループ
| 順位 | チーム名 | 勝点 | （B） | 勝 | 負 | 得点 | 失点 | 差 |
| ---- | -------- | ---- | ----- | -- | -- | ---- | ---- | -- |
| 1    | JR古河   | 19   | 4     | 5  | 1  | 11   | 5    | 6  |
| 2    | 日産     | 16   | 4     | 4  | 2  | 10   | 4    | 6  |
| 3    | ヤマハ   | 11   | 2     | 3  | 3  | 7    | 8    | -1 |
| 4    | マツダ   | 11   | 2     | 3  | 3  | 6    | 8    | -2 |
| 5    | 東芝     | 9    | 3     | 2  | 4  | 8    | 7    | 1  |
| 6    | 三菱     | 8    | 2     | 2  | 4  | 6    | 9    | -3 |
| 7    | 五輪代表 | 8    | 2     | 2  | 4  | 8    | 15   | -7 |

| 1991年9月11日  |                 |        |      |                              |
| 東芝           | 0延長1          | 日産   | 夜間 | 等々力緑地運動公園陸上競技場 |
| ヤマハ         | 1-0             | 五輪   | 夜間 | ヤマハ東山サッカー場         |
| マツダ         | 2-0             | JR古河 | 夜間 | マツダ健保スポーツセンター   |
| 1991年9月18日  |                 |        |      |                              |
| 日産           | 0-1             | ヤマハ | 夜間 | 平塚競技場                   |
| JR古河         | 4-1             | 五輪   | 夜間 | 秋津サッカー場               |
| マツダ         | 1-2             | 三菱   |      | マツダ健保スポーツセンター   |
| 1991年9月25日  |                 |        |      |                              |
| 日産           | 2延長1          | 三菱   | 夜間 | 三ツ沢球技場                 |
| 東芝           | 0-2             | JR古河 | 夜間 | 平塚競技場                   |
| マツダ         | 3-2             | 五輪   | 夜間 | マツダ健保スポーツセンター   |
| 1991年10月2日  |                 |        |      |                              |
| 日産           | 5-1             | 五輪   | 夜間 | 三ツ沢球技場                 |
| 東芝           | 2-0             | マツダ | 夜間 | 平塚競技場                   |
| ヤマハ         | 3延長2          | 三菱   | 夜間 | 草薙総合公園球技場           |
| 1991年10月9日  |                 |        |      |                              |
| 東芝           | 2延長3          | 五輪   | 夜間 | 三ツ沢球技場                 |
| JR古河         | 1延長0          | 三菱   | 夜間 | 秋津サッカー場               |
| 1991年10月10日 |                 |        |      |                              |
| ヤマハ         | 0延長0 (PK 2-3) | マツダ |      | ヤマハ東山サッカー場         |
| 1991年10月16日 |                 |        |      |                              |
| JR古河         | 3-2             | ヤマハ | 夜間 | 秋津サッカー場               |
| 三菱           | 1延長1 (PK 3-2) | 東芝   | 夜間 | 三ツ沢球技場                 |
| マツダ         | 0-2             | 日産   |      | マツダ健保スポーツセンター   |
| 1991年10月23日 |                 |        |      |                              |
| 日産           | 0-1             | JR古河 | 夜間 | 平塚競技場                   |
| ヤマハ         | 0-3             | 東芝   | 夜間 | 草薙総合公園球技場           |
| 1991年10月21日 |                 |        |      |                              |
| 三菱           | 0延長1          | 五輪   | 夜間 | 西が丘サッカー場             |

## 準決勝
| 1991年10月30日 |     |        |      |                  |
| 日産           | 0-2 | トヨタ | 夜間 | 西が丘サッカー場 |
| JR古河         | 0-1 | 本田   | 夜間 | 西が丘サッカー場 |

## 決勝
| 1991年11月3日 |

| トヨタ自動車                                                                    | 6 - 5 (延長) | 本田技研                                                               |
| クリシューマ 20分, 116分, 119分 · 江川重光 32分 · 沢入重雄 36分 · 佐藤辰男 77分 |              | 長谷川祥之 23分 · 内藤就行 42分 · 黒崎久志 50分 · ロベルト 81分, 100分 |

| 国立競技場 観客数: 25,000人 主審: 舘喜一郎 |

## 表彰
- 優勝:賞金3000万円
- 準優勝:賞金1000万円
- 3位:1チームにつき賞金500万円
- フェアプレー賞:賞金100万円
- 最優秀選手賞:賞金50万円

| 表彰名       | 選手名                | 所属チーム |
| ------------ | --------------------- | ---------- |
| 最優秀選手賞 | クリシューマ          | トヨタ     |
| 大会得点王   | クリシューマ（8得点） | トヨタ     |

フェアプレー賞JR古河